# Panaeolus
Genre
Panaeolus (panéole) est un genre de champignons basidiomycètes de l'ordre des Agaricales. La phylogénétique le place dans la famille des Bolbitiaceae (anciennement dans les Panaeolaceae, famille devenue invalide).
Le genre comprend plus d'une centaine d'espèces dont la plus connue est Paneolus semiovatus. L'espèce type est Panaeolus papilionaceus. Il s'agit de champignons à spores noires, frêles, souvent fugaces, assez proches des coprins, qui poussent le plus souvent sur des substrats riches en azote et notamment sur les bouses. Certains contiennent des substances psychotropes.

## Principales espèces et variétés
- Panaeolus acuminatus
- Panaeolus africanus
- Panaeolus antillarum
- Panaeolus bispora
- Panaeolus cambodginiensis
- Panaeolus cyanescens
- Panaeolus fimicola
- Panaeolus foenisecii - syn. de Panaeolina foenisecii selon Mycobank
- Panaeolus olivaceus
- Panaeolus papilionaceus
  - Panaeolus papilionaceus var. papilionaceus
  - Panaeolus papilionaceus var. parvisporus
- Panaeolus semiovatus
  - Panaeolus semiovatus var. phalaenarum
  - Panaeolus semiovatus var. semiovatus
- Panaeolus sphinctrinus - syn. de Panaeolus papilionaceus selon Mycobank
- Panaeolus subbalteatus
- Panaeolus tropicalis

## Images

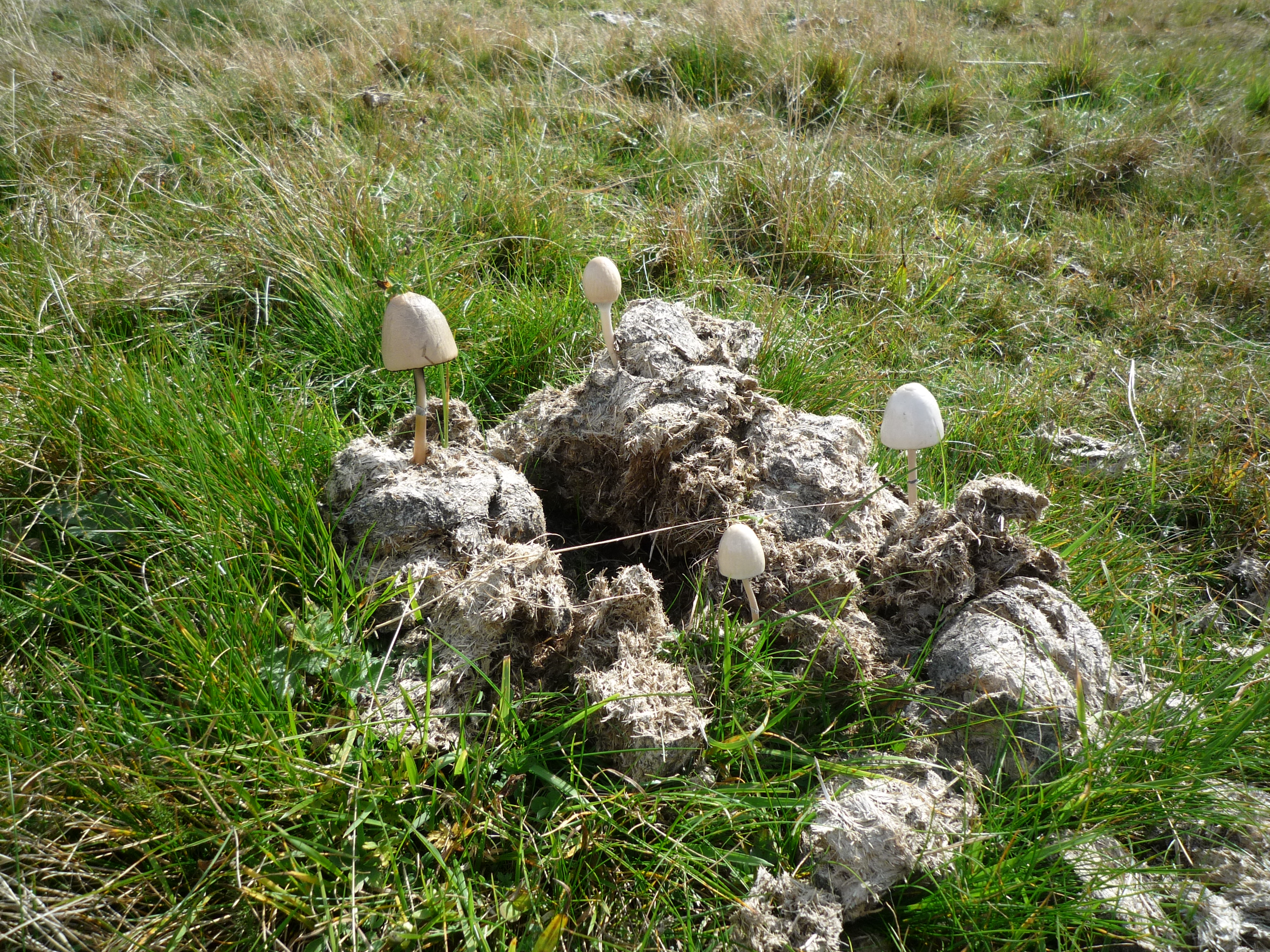
P. semiovatus var. semiovatus
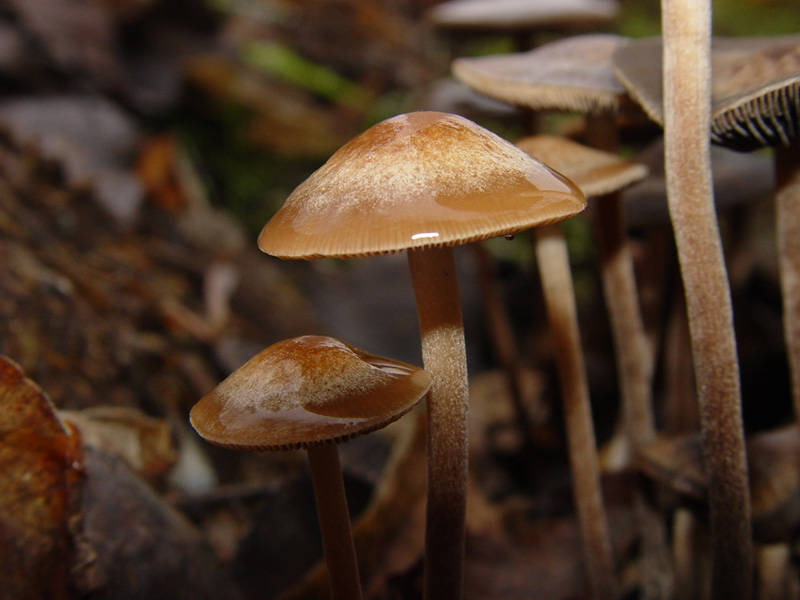
P. subbalteatus
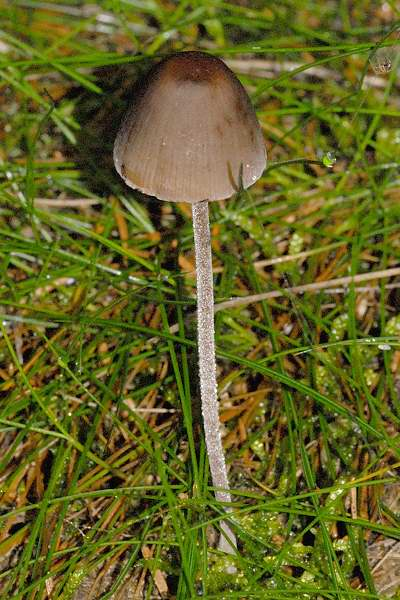
P. acuminatus
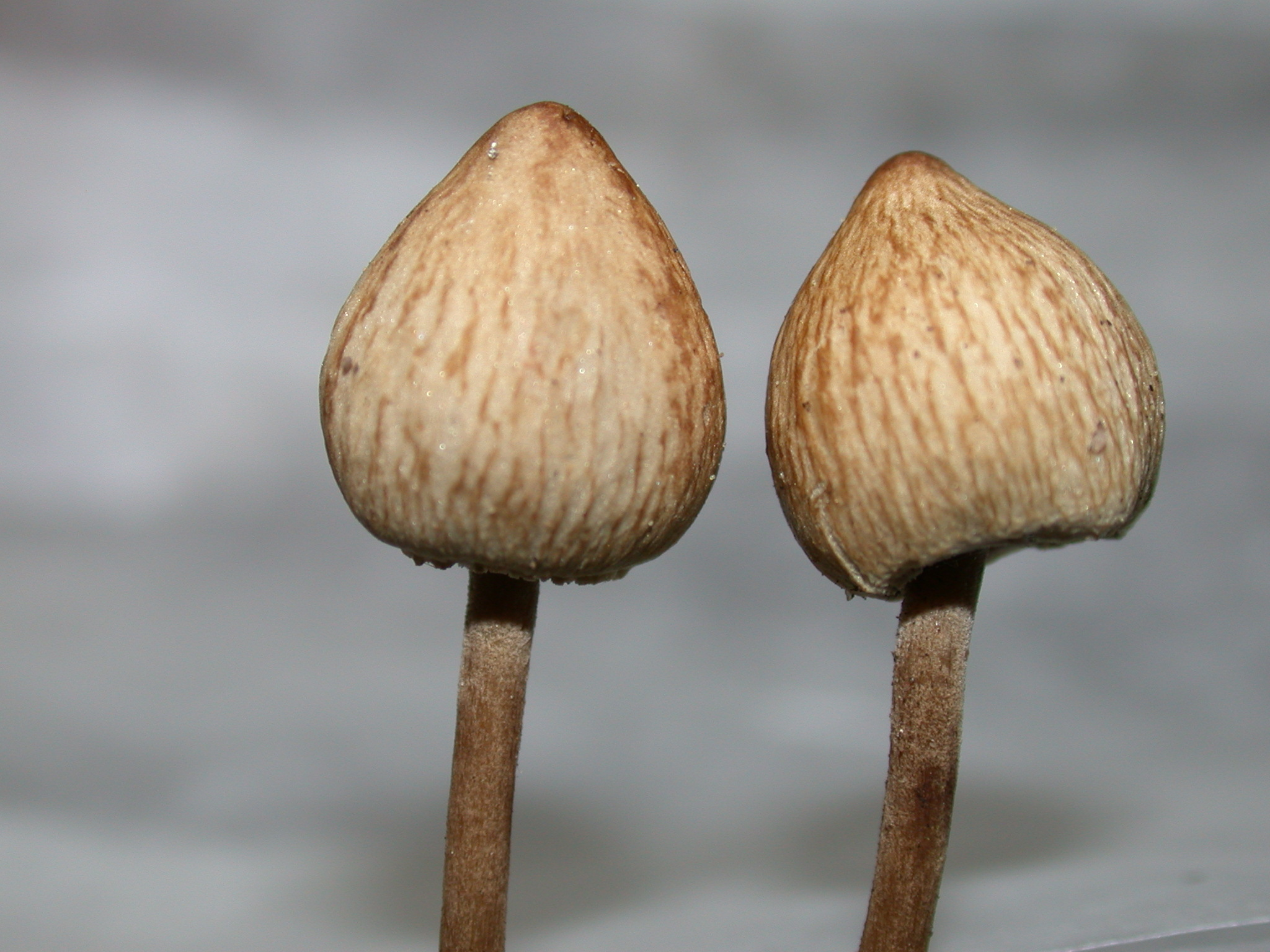
P. papilionaceus var. parvisporus
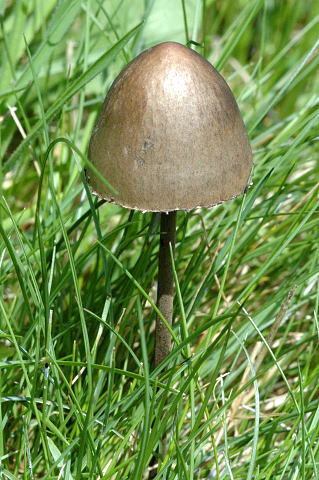
P. papilionaceus var. papilionaceus